# Église Saint-Nicolas d'Autruche
L'église Saint-Nicolas est une église située à Autruche, en France.

## Description
L'église est munie de meurtrières et de mâchicoulis au-dessus des portes et des fenêtres. Un escalier s'inscrit dans la continuité du portail et lui donne plus d'importance.

## Localisation
L'église est située sur la commune d'Autruche, dans le département français des Ardennes.

## Historique
L'église a été construite au XIVe siècle et XVe siècle. Le chœur est du XIVe siècle. 
Le 18 juillet 1683, elle a été le lieu de l'abjuration d'Anne de Schélandre, fille de Charles de Schélandre, seigneur de Tourteron et de Marie d'Averhoult, (famille d'Averhoult). Le lendemain, cette veuve de 31 ans se remariait dans la même église avec Louis de Montguyon. 
Une partie significative de la noblesse ardennaise, convertie au calvinisme, doit se déterminer, en cette fin du XVIIe siècle, entre la fidélité à sa foi calviniste et sa place dans la société, à la suite des mesures discriminatoires décidées par le roi Louis XIV à leur égard.
L'édifice  a été restauré en 1869 et est inscrit au titre des monuments historiques en 1980.